# Vlaška (jezero)
Vlaška je jezero zapadno od Rogotina. U pravcu istok - zapad dugo je otprilike 1200 metara. Širine je od 320 do 360 metara, mjereno u smjeru sjever - jug. Dalje od brda, kote 78,7 do mora, do pličine Gumanac je 90-ak metara široki kanal dužine 3600 metara. 
Jezero je jedno je od pet preostalih jezera koja su nekada postajala u delti Neretve, a uz područje lagune Parila te ušća rječice Pantan kod Trogira jedan je od par preostalh lokaliteta tršćaka u Hrvatskoj. Prokopanim je kanalom povezano s morem čime je postalo laguna. Zajedno s jezerom Parila područje je od velike važnosti za ihtiofaunu, ponajviše zbog ribe koja dolazi u nj zbog hranjenja, zaklona i mriještenja.

## Vanjske poveznice
- Vlada Republike Hrvatske Odluka o popisu voda I. reda, 17. lipnja 2010., Narodne novine / FAOLEX (pristupljeno 12. kolovoza 2016.)